# The Mystery of Mr. Bernard Brown
The Mystery of Mr. Bernard Brown er en britisk stumfilm fra 1921 af Sinclair Hill.

## Medvirkende
- Ruby Miller som Helen Thirwell
- Pardoe Woodman som Bernard Brown
- Clifford Heatherley som Sir Alan Beaumerville
- Annie Esmond som Lady Thirwell
- Ivy King som Rachel Kynaston
- Lewis Dayton som Sir Geoffrey Kynaston
- Frank Petley som Benjamin Levy
- Teddy Arundell som Guy Thirwell
- Norma Whalley som Mrs. Martival